# Albert Raisner
Albert Raisner (Paris, 30 de setembro de 1922 - 1 de janeiro de 2011) foi um músico (gaitista e compositor), produtor e apresentador de rádio e televisão francês.